# Seventeen (группа, Республика Корея)
Seventeen (кор. 세븐틴, также стилизизовано как SEVENTEEN или SVT) — южнокорейский бойбенд, сформированный в 2015 году компанией Pledis Entertainment. В коллективе задействовано 13 участников: S.Coups, Джонхан, Джошуа, Джун, Хоши, Вону, Уджи, DK, Мингю, The8, Сынкван, Вернон, Дино. Дебют состоялся 26 мая 2015 года с мини-альбомом 17 Carat.
Дебютный мини-альбом 17 Carat, стал самым продолжительным К-поп альбомом года в чартах США и единственным альбомом новичков, попавшим в список Billboard «Топ 10 лучших К-поп альбомов 2015 года». Seventeen выпустили три студийных альбома и двенадцать мини-альбомов.
Seventeen считаются «самопродюсирующейся» айдол-группой, участники которой активно участвуют в написании песен и постановке хореографии, а также в других аспектах своей музыки и выступлений. Они выступают как одна группа, но разделены на три подразделения — хип-хоп, вокал и перформанс — каждое со своей областью специализации. Различные корейские и международные СМИ назвали их «Королями перформанса», «Театральными детьми K-Pop» и «Электростанцией K-Pop Performance».

## Название
Название Seventeen происходит от выражения «13 участников + 3 юнита + 1 группа», представляющего, как 13 участников, разделенных на три разных подразделения, объединяются, образуя одну сплоченную группу.

## Карьера

### 2013–2015: Пре-дебют
В 2013 году на платформе UStream началась трансляция шоу Seventeen TV. Во время трансляций поклонники могли наблюдать за тренировками Seventeen в их комнатах. У шоу было несколько сезонов, на протяжении которых трейни были представлены публике, а некоторые сезоны заканчивались концертами Like Seventeen.
До дебюта группа приняла участие в реалити-шоу Seventeen Project: Big Debut Plan, которое проходило с 20 по 26 мая 2015 года. Оно закончилось дебютным шоукейсом коллектива.

### 2015–2016: Дебют с17 Caratи первые победы иLove & Letter

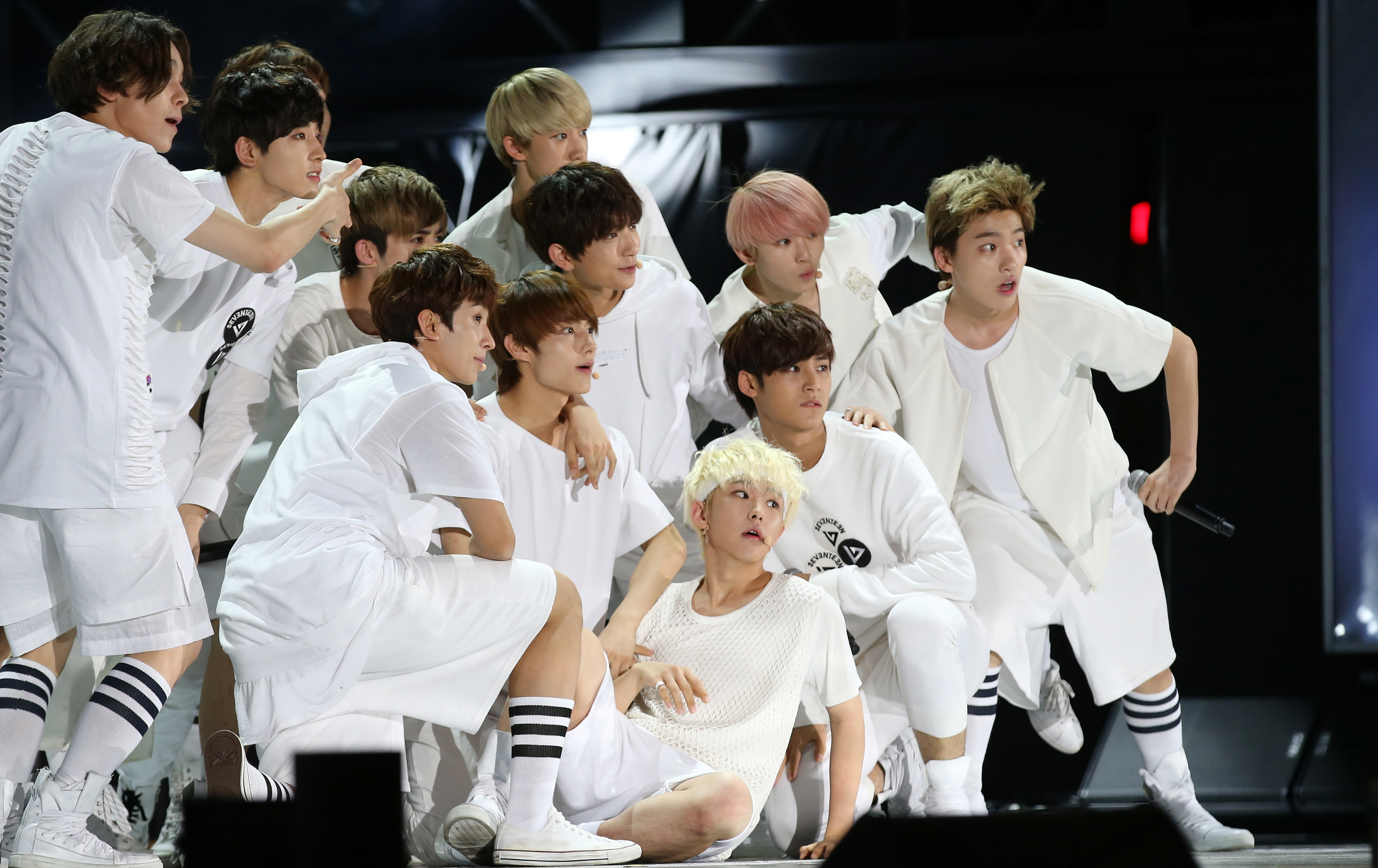
Seventeen на выступлении в Сеуле, август 2015 года

Seventeen дебютировали на шоукейсе 26 мая. Они были первой мужской к-поп группой, которые дебютировали на часовом шоукейсе главного канала (MBC), где Лиззи и Райна были в качестве MC. Через три дня их первый мини-альбом 17 Carat был выпущен на цифровых носителях, а также состоялась премьера клипа на главный трек «Adore U». На физических носителях альбом был выпущен 2 июня. Пластинка дебютировала на девятом месте мирового чарта Billboard, а через неделю поднялась до восьмой строчки, в общей сложности продержавшись 11 недель. 17 Carat стал единственным альбомом года, который смог продержаться более 10 недель в главном чарте США, и также единственным новым альбомом, который Billboard внёс в список «10 лучших к-поп альбомов 2015 года».
10 сентября был выпущен второй мини-альбом — Boys Be (в двух версиях), и был выпущен клип на сингл «Mansae». Пред-заказ альбома составил 30 000 копий, и позже он стал самым продаваемым новым альбомом 2015 года. Он смог дебютировать на вершине мирового альбомного чарта Billboard и позволил группе получить награды на Golden Disk Awards, Seoul Music Awards и Gaon Chart K-Pop Awards. Seventeen были единственной к-поп группой, которые попали в список «21 младше 21 в 2015: Список самых горячих молодых звёзд», составленный Billboard. 4 декабря состоялась премьера сингла «Q&A», записанного Эскупсом, Уджи и Верноном при участии Эйли. Трек был спродюсирован Уджи.
С 24 по 26 декабря группа провела 4 концерта в рамках 2015 Like Seventeen — Boys Wish, приуроченных к окончанию года, и выступила в Yongsan Art Hall в Сеуле. Билеты были распроданы менее, чем за минуту. Позже было добавлено ещё две даты — 13 и 14 февраля, и билеты были распроданы менее, чем за пять минут. На втором концерте было объявлено официальное название их фандома — Carat (кор. 캐럿).
Первый полноформатный альбом Seventeen был выпущен 25 апреля 2016 года и получил название Love & Letter. Он был выпущен в версиях «Love» и «Letter», что по задумке было достаточно похоже на их предыдущий мини-альбом «Boys Be», который также был выпущен в двух версиях. По пред-заказам было продано свыше 150 000 копий альбома ещё до релиза, что позволило ему дебютировать с вершины альбомного чарта в Японии. Видеоклип на сингл «Pretty U» был выпущен 24 апреля после шоукейса группы. Альбом дебютировал на вершине Gaon Album Chart и на третьем месте мирового альбомного чарта Billboard. 4 мая Seventeen одержали свою первую телевизионную победу с песней «Pretty U», и альбом занял четвёртое место в полугодовом чарте Gaon.
4 июля их альбом был выпущен в качестве переиздания Love & Letter Repackage. Промоушен для сингла «Very Nice» начался вместе с первым азиатским туром 1st Asia Tour 2016 Shining Diamonds, который включал в себя концерты в Японии, Сингапуре, Австралии и Китае. Серия концертов началась 30 и 31 июля в Южной Корее, и на шоу было продано 13 000 билетов.
1 ноября участники саб-группы хип-хопа представили микстейп «Check-In», который является прологом к их третьему мини-альбому Going Seventeen, который был выпущен 5 декабря в трёх версиях: Make a Wish, Make it Happen и Make the Seventeen. Альбом дебютировал в Gaon Album Chart с продажами свыше 130 000 копий в первую неделю. Сингл «Boom Boom» также успел одержать победы на телешоу Music Bank и M Countdown.

### 2017–2018:17 Japan Concerts,Al1,Teen, Age, первый мировой турDirector’s Cut

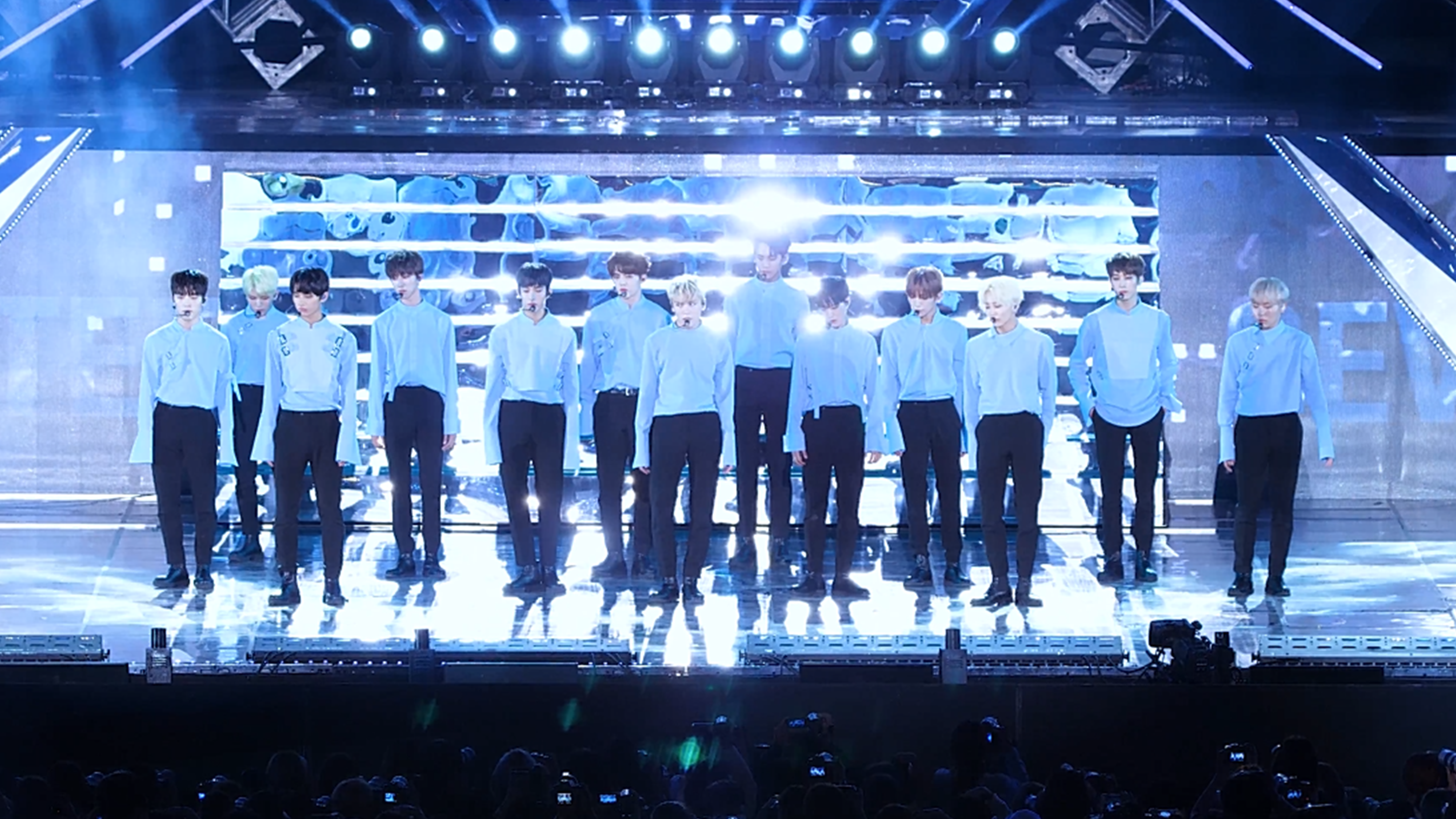
Seventeen выступают с «Don’t Wanna Cry» на Dream Concert 2017.

С 15 по 24 февраля 2017 года Seventeen провели шесть концертов в Японии под названием 17 Japan Concert: Say The Name #Seventeen. Общая посещаемость составила больше 50 тысяч человек, хотя официального дебюта коллектива в стране не было. Их остановка в Японии также была связана с тем, что они приняли участие в программе One Fine Day, премьера которой состоялась в марте.
22 мая состоялся релиз четвёртого мини-альбома Al1. После завершения промоушена группа отправилась в свой первый мировой тур 2017 Seventeen 1st World Tour «Diamond Edge». 6 ноября был выпущен второй полноформатный альбом Teen, Age.
5 февраля 2018 года был выпущен специальный альбом Director’s Cut. Также было объявлено о том, что японский дебют Seventeen состоится 30 мая. Хотя Director’s Cut содержал все треки с предыдущего альбома Teen, Age, он был раскручен как специальный альбом вместо переупакованного из-за наличия четырех новых треков, в том числе ведущего сингла «Thanks». «Thanks» заняло первое место в чартах iTunes в 29 странах, включая страны Северной Америки, Южной Америки, Европы и Азии. Журнал Time назвал Seventeen одной из лучших групп K-pop за период продвижения.

### 2018–2020: Японский дебют, дальнейшие корейские релизы,An Odeи второй мировой тур

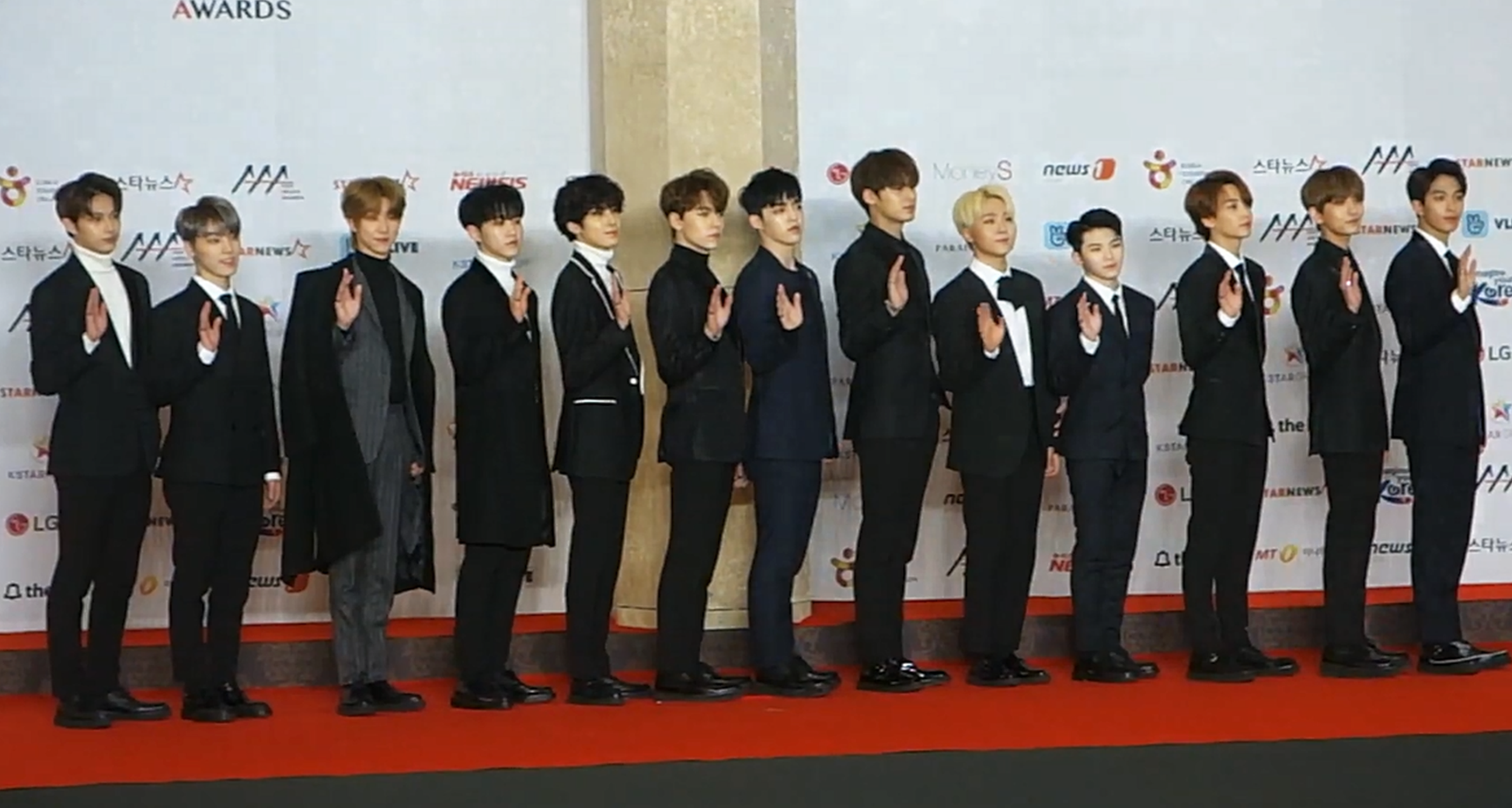
Seventeen на премии Asia Artist Awards, 28 ноября 2018 года.

Seventeen официально дебютировали в Японии 30 мая со своим первым японским мини-альбомом We Make You. Музыкальное видео для ведущего сингла «Call, Call, Call!» был выпущен 16 мая. Seventeen выпустили свой пятый мини-альбомом, You Make My Day, 16 июля. You Make My Day побил личный рекорд группы по большинству продаж в первую неделю после релиза и был их первым релизом, который был награжден платиновым статусом. Акции для этого альбома проходили между концертами Ideal Cut в Сеуле и концертами, запланированными в других странах Азии.
Seventeen выпустили свой шестой мини-альбом You Made My Dawn 21 января 2019 года. Заглавный трек «Home» считается их самым популярным релизом, выиграв десять наград на еженедельных музыкальных шоу. Альбом также достиг двух Тройных корон, которые состоят из трех последовательных побед на любом еженедельном музыкальном шоу, и Большого шлема, который состоит из выигрыша трофеев на Music Bank, Inkigayo, M Countdown, Show! Music Core и Show Champion в один период продвижения. Это самый продаваемый релиз группы на сегодняшний день.
29 мая Seventeen выпустили свой первый японский сингл «Happy Ending». Релиз достиг #1 в ежедневном чарте синглов Oricon, и получил платиновый статус от RIAJ.
24 июня Seventeen объявили о своем мировом турне Ode To You с остановками в Азии, Северной Америке и Европе, хотя последний этап тура был отменен из-за пандемии COVID-19 в 2020 году. 5 августа Seventeen выпустили цифровой сингл «Hit». Сингл стал предшественником третьего студийного альбома группы, An Ode, который был выпущен 16 сентября. Альбом был продан тиражом 700 000 копий за первую неделю, группа получила главный приз в категории «Альбом года». Он также был признан критиками как лучший K-pop альбомом года по версии Billboard.

### 2020–2021:Heng:garæ,Semicolon, продвижение в США,Not Aloneи проект «Power of Love»
1 апреля 2020 года Seventeen выпустили свой второй японский сингл «Fallin' Flower», который занял первое место в ежедневном чарте Oricon и был продан тиражом более 400 000 копий за первую неделю, заняв первое место в Billboard Japan Hot 100.
13 мая Seventeen выпустили первую часть документального сериала «Hit The Road», размещенного на их канале YouTube. Документальный фильм рассказывает о группе за кулисами во время их тура «Ode to You».
22 июня Seventeen выпустили свой седьмой мини-альбом Heng:garæ. Heng:garæ был продан тиражом более 1 000 000 копий менее чем за неделю, сделав Seventeen официальными «миллионником». Альбом также успешно вошёл в чарты во всем мире, заняв первую позицию в 27 чартах iTunes Top Albums по всему миру. 7 июля Heng:garæ занял первую строчку в еженедельном чарте альбомов Oricon. Seventeen стали первыми иностранными артистами за 12 лет, побив предыдущий рекорд, установленный Backstreet Boys.
9 сентября Seventeen выпустили свой второй японский мини-альбом 24H. Они стали третьей группой, когда-либо достигавшей первого места в еженедельном альбомном чарте Oricon с четырьмя альбомами подряд, чего в последний раз добивалась шотландская поп-рок-группа Bay City Rollers в 1977 году. 9 октября 24H получил платиновый сертификат от RIAJ за продажу более 250 000 копий.
19 октября Seventeen выпустили свой второй специальный альбом Semicolon с ведущим синглом «Home;Run». Предварительные заказы составили более миллиона копий, что является вторым альбомом группы, достигшим отметки в один миллион.
6 января 2021 года Seventeen дебютировали на американском телевидении в программе Очень позднее шоу с Джеймсом Корденом, исполнив свой сингл «Home;Run». Видео с выступлением было опубликовано на официальном канале YouTube и быстро превысило миллион просмотров всего за один день. 13 января Seventeen исполнили свою песню «Left & Right» из Heng:garæ на шоу Келли Кларксон на канале NBC.
21 апреля Seventeen выпустили свой третий японский сингл «Not Alone». 14 мая песня была сертифицирована RIAJ как дважды платиновая за продажу более 500 000 копий. С продажами «Not Alone» Seventeen стали первыми зарубежными исполнителеми мужского пола в истории, когда-либо превысившим 200 000 продаж за первую неделю с тремя последовательными японскими синглами, от «Happy Ending» до «Not Alone». Песня заняла первое место в Billboard Japan и еженедельных чартах синглов Oricon. Он также занял первое место в чартах iTunes в 10 регионах по всему миру.
18 мая Seventeen объявили, что они сотрудничают с Geffen Records и Universal Music Group для американского и международного распространения своей музыки.
Seventeen объявили о своем проекте «Power of Love», а также о выпуске своего восьмого альбом Your Choice 18 мая с помощью концептуального видео-трейлера. Для первой части проекта Seventeen выпустили цифровой сингл в исполнении двух участников своего хип-хоп-подразделения Вону и Мингю под названием «Bittersweet (feat. Ли Хай»), 28 мая. Альбом был выпущен 18 июня.
19 июля все участники Seventeen продлили свои контракты с Pledis Entertainment.
22 октября Seventeen выпустили свой девятый мини-альбом Attacca с ведущим синглом «Rock with You». Attacca разошелся тиражом в два миллиона копий, что сделало его первым альбомом группы с который был продан двойным миллионным тиражом. 8 декабря Seventeen отметили окончание своего проекта «Power of Love», выпустив специальный одноименный японский сингл, продвигающий послание поддержки и исцеления о том, что холодная и трудная зима закончится и весна придет с силой любви.

### 2022:Face the Sun,третий мировой тур иDream
24 марта 2022 года Seventeen объявили о своем проекте «Team SVT» в преддверии шестой фан-встречи фанатов Seventeen в Каратленде. Они дебютировали с новым логотипом группы после трехдневной встречи с фанатами.
15 апреля Seventeen выпустили английский цифровой сингл под названием «Darl+ing» в преддверии выпуска своего четвертого студийного альбома Face the Sun, который выйдет 27 мая с заглавным синглом «Hot». Они также выпустили свой первый фильм Seventeen Power of Love: The Movie в кинотеатрах по всему миру 20 и 23 апреля (исключая Францию и Японию, где он вышел 21 и 29 апреля соответственно).
7 и 8 мая 2022 года Seventeen провели свой японский фан-митинг «Hanabi» на Saitama Super Arena, это было их первое офлайн-выступление в стране за два с половиной года с момента их тура Ode to You в 2019 году. В том же месяце Pledis Entertainment объявили, что Seventeen отправятся в свое третье мировое турне и свое первое турне после отмены в 2020 году из-за COVID-19 под названием Be the Sun, которое начнется с концертного зала Gocheok Sky Dome в Сеуле с 25 по 26 июня 2022 года. Североамериканский этап состоял из 12 концертов на концертных площадках по всей территории США и Канады с 10 августа по 6 сентября. Лейбл группы объявил о добавлении азиатских концертов в Джакарте, Бангкоке, Маниле и Сингапуре с 24 сентября по 13 октября. В июне 2022 года был подтвержден тур Be the Sun по Японии. Группа дала шесть концертов в концертных залах по всей Японии, включая Kyocera Dome в Осаке, Tokyo Dome и Vantelin Dome в Нагое в Айти.
18 июля 2022 года Seventeen выпустили переделанную версию своего четвертого студийного альбома Sector 17 вместе с ведущим синглом «_World». Ремикс-версия песни с участием британской певицы Энн-Мари была выпущена 26 августа. 9 ноября Seventeen выпустили свой третий японский мини-альбом Dream.
10 декабря Seventeen впервые выступили на американском фестивале, выступив на главной сцене LA3C festival в государственном историческом парке Лос-Анджелеса. Pledis Entertainment анонсировали два дополнительных концерта в Азии — 17 декабря на Philippine Arena и 28 декабря на стадионе Gelora Bung Karno Madya, что сделало Seventeen первыми К-поп-артистами, которые проводят свои собственные концерты на этих площадках.

### 2023–2024:FMLиSeventeenth Heaven, азиатский тур и17 Is Right Here
31 марта 2023 года Seventeen объявили, что 24 апреля они выпустят свой десятый мини-альбом FML. На мини-альбом было оформлено 4,6 миллиона предварительных заказов, став на тот момент альбомом с наибольшим количеством предварительных заказов в истории. Мини-альбом был выпущен 24 апреля с двумя ведущими синглами, «Super (손오공)» и «F*ck My Life». После выхода альбом стал самым продаваемым альбомом в истории, с 3,9 миллионами продаж в первый день и 4,5 миллионами продаж в первую неделю. 16 июня группа переиздала восемь своих предыдущих альбомов, вышедших из печати.
21 и 22 июля Seventeen провели двухдневный концерт под названием «Follow» в Сеуле в Gocheok Sky Dome. Впоследствии турне прошло в пяти городах Японии, а затем и в трех городах Азии. Параллельно с японским этапом тура, Seventeen выпустили японскую версию сборника хитов под названием Always Yours был выпущен 23 августа 2023 года.
Группа начала промоушен своего одиннадцатого мини-альбома Seventeen Heaven, который был выпущен 23 октября, объявив о предстоящем уличном мероприятии «Seventeen Street» в Сеуле. На мини-альбом было оформлено более 5,2 миллионов предварительных заказов, что сделало его самым предзаказываемым альбомом K-pop в истории. После выхода заглавный сингл с альбома «God of Music» дебютировал на первом месте в южнокорейском цифровом чарте Circle Digital за неделю с 22 по 28 октября 2023 года, став первой песней Seventeen, занявшей первое место в чарте. 29 ноября, группа получила свой первый Гранд-приз(Дэсан) на премии MAMA Awards  в номинации «Альбом года».
6 января 2024 года Seventeen завоевали три главные награды на церемонии вручения премии Golden Disk Awards. 13 и 14 января того же года Seventeen стали первой К-поп группой, давшей концерт на Philippine Sports Stadium в Булакане, Филиппины.
29 января 2024 года Seventeen объявили о выходе на бис в рамках своего тура Follow, с выступлениями на стадионах в Инчхоне, Южная Корея, и Иокогаме и Осаке, Япония. Позже они объявили о дополнительном концерте в Сеуле, на стадионе Seoul World Cup, втором по величине стадионе в Южной Корее. После завершения концертов в Инчхоне Seventeen анонсировали свой предстоящий альбом-сборник под названием 17 Is Right Here, который выйдет 29 апреля 2024 года и будет посвящен релизам группы на корейском языке на сегодняшний день.
28 июня Seventeen выступили на Pyramid Stage на фестивале Glastonbury Festival 2024, став первым Kpop-коллективом в истории, выступившим на фестивале. Их выступление было хорошо встречено посетителями и критиками, такими как NME, которые оценили выступление на пять звезд, отметив, что «то, что началось как знакомство с группой, в основном незнакомой публике, закончилось головокружительным ликованием, когда ранее непосвященные покидали поле, охваченные безграничной энергией льется со сцены».

### 2024–наст. время: Мировой турRight Here,Spill the Feelsи перерывы участников
24 июля 2024 года Seventeen объявили о мировом турне Right Here, которое должно начаться в октябре 2024 года в Сеуле. 5 августа Seventeen объявили, что выпустят новый корейский мини-альбом в октябре 2024 года и новый японский сингл во второй половине года.
12 августа Pledis объявили, что Джонхан поступит на службу в южнокорейскую армию в преддверии выхода нового мини-альбома группы, который выйдет в октябре, и что Джун возьмет перерыв в деятельности группы в Южной Корее для того, чтобы сделать упор на свою актерскую карьеру в Китае в преддверии запланированного выступления группы на фестивале Lollapalooza в Берлине в начале сентября. 8 сентября Seventeen выступили на главной сцене фестиваля, став первым K-pop коллективом, который стал хедлайнером немецкого фестиваля. Выступление было хорошо встречено фанатами и критиками. 12 сентября, Компания Pledis объявила, что дата зачисления Джонхана в армию назначена на 26 сентября.
14 октября Seventeen выпустили свой тринадцатый мини-альбом Spill the Feels вместе с ведущим синглом «Love, Money, Fame» с участием DJ Khaled. 11 ноября Seventeen выпустили песню «Shohikigen» в цифровом формате, а 27 ноября — в физическом. 9 ноября группа дебютировала на стадионе BMO в Лос-Анджелесе. Городской совет Лос-Анджелеса наградил группу за вклад в развитие музыки и расширение прав и возможностей молодёжи. От имени группы награду принял уроженец Лос-Анджелеса Джошуа.
В январе 2025 года группа Seventeen снялась в клипе на песню «Bad Influence», спродюсированную американским музыкальным продюсером и модельером Фарреллом Уильямсом, для саундтрека к показу Louis Vuitton FW 2025 в Париже. В апреле Seventeen станут первыми исполнителями K-pop, которые выступят на мексиканском фестивале Pal Norte в Монтеррее.

## Участники группы

### Подгруппа хип-хопа
- S.Coups (кор. 에스.쿱스), имя при рождении Чхве Сынчоль (кор. 최승철), род. 8 августа 1995 года в Тэгу — лидер группы, лидер подгруппы, вокалист, главный рэпер.
- Вону (кор. 원우), имя при рождении Чон Вону (кор. 전원우), род. 17 июля 1996 года в Чханвоне — ведущий рэпер, саб-вокалист.
- Мингю (кор. 민규), имя при рождении Ким Мингю (кор. 김민규), род. 6 апреля 1997 года в Аняне — ведущий рэпер, саб-вокалист.
- Вернон (кор. 버논), имя при рождении Чхве Хансоль (кор. 최한솔), род. 18 февраля 1998 года в Нью-Йорке — ведущий рэпер, вокалист, танцор.

### Подгруппа вокала
- Уджи (кор. 우지), имя при рождении Ли Джихун (кор. 이지훈), род. 22 ноября 1996 года в Пусане — ведущий вокалист, лидер подгруппы, танцор, продюсер группы.
- Джонхан (кор. 정한), имя при рождении Юн Джонхан (кор. 윤정한), род. 4 октября 1995 года в Сеул — ведущий вокалист, лицо группы.
- Джошуа (кор. 조슈아), имя при рождении Хон Джису (кор. 홍지수), род. 30 декабря 1995 года в Лос-Анджелесe, США — ведущий вокалист.
- DK (кор. 도겸, Токём), имя при рождении Ли Сонмин (кор. 이석민), род. 18 февраля 1997 года в Йонъине — главный вокалист.
- Сынкван (кор. 승관), имя при рождении Пу Сынкван (кор. 부승관), род. 16 января 1998 года в Чеджу — главный вокалист.

### Подгруппа выступлений
- Хоси (кор. 호시), имя при рождении Квон Сунён (кор. 권순영), род. 15 июня 1996 года в Намъянджу — лидер подгруппы, главный танцор, ведущий вокалист, саб-рэпер.
- Джун (кор. 준), имя при рождении Вэнь Чжунхуэй (кит. 文俊辉), род. 10 июня 1996 года в Шэньчжэне, Китай — ведущий танцор, саб-вокалист, саб-рэпер.
- The8 (кор. 디에잇), имя при рождении Сюй Минхао (кит. 徐明浩), род. 7 ноября 1997 года в Аншане, Китай — танцор, саб-вокалист, рэпер.
- Тино (кор. 디노)[130], имя при рождении Ли Чан (кор. 이찬), род. 11 февраля 1999 года в Иксане — ведущий рэпер, главный танцор, саб-вокалист, маннэ.

## Подгруппы

### Seventeen BSS

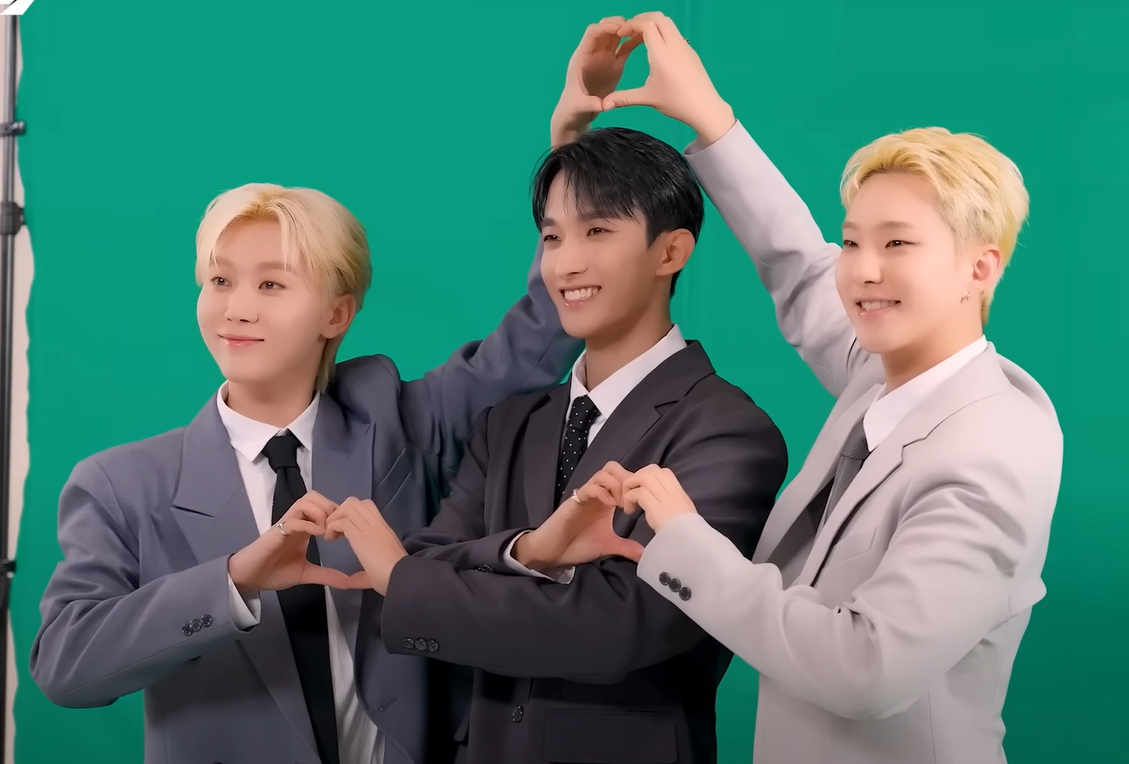
BSS для Teleparty

21 марта 2018 года участники Хоси, DK и Сынкван дебютировали как подгруппа BSS или BooSeokSoon, её название объединяет в себе их имена. Группа выпустила свой дебютный сингл «Just Do It». В январе 2023 года Pledis объявили, что BSS вернутся после пяти лет бездействия, выпустив 6 февраля свой первый сингл-альбом Second Wind. Он был выпущен вместе с музыкальным видео на их заглавный сингл «Fighting» с участием Ли Ён Джи. Альбом содержит еще два трека, «Lunch» и «7PM», последний из которых записан при участии норвежского исполнителя Педера Элиаса. В первый день своего релиза Second Wind разошелся тиражом более 478 000 копий, побив рекорд продаж за первую неделю для альбома, выпущенного подгруппой K-pop группы. К концу первой недели было продано рекордных 610 189 копий в общей сложности. 15 февраля 2023 года BSS получили свою первую в истории награду за участие в музыкальном шоу со своим ведущим синглом «Fighting» на шоу MBC M Show Champion. 8 января 2025 года BSS выпустили свой второй сингл-альбом Teleparty вместе с заглавной песней «CBZ (Prime Time)».

### JxW

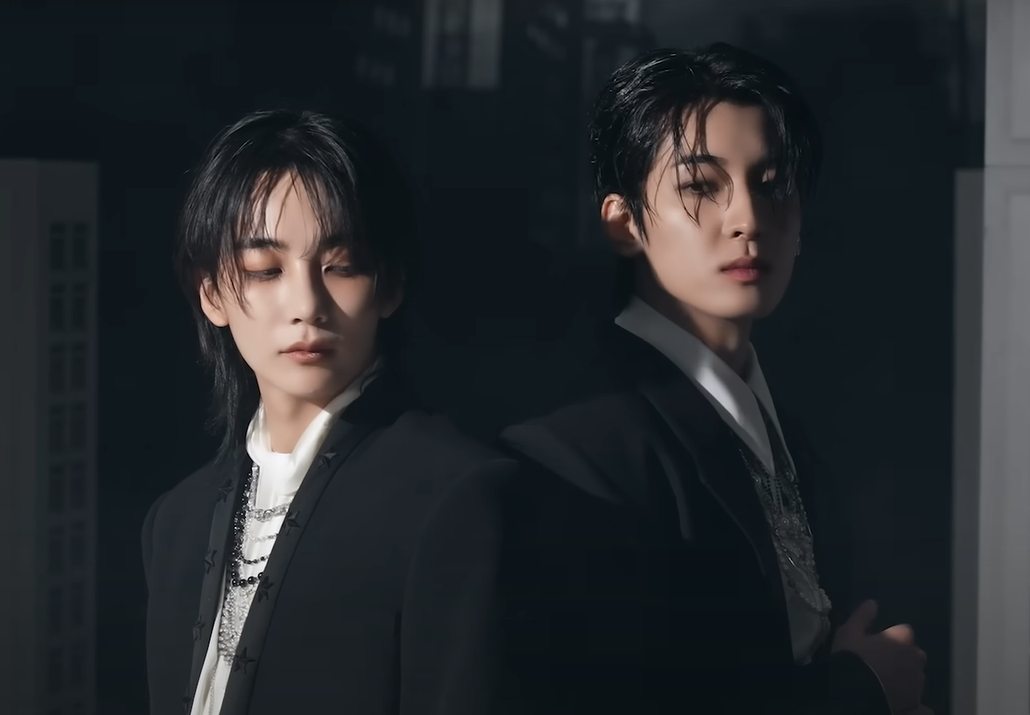
JxW для This Man

20 мая 2024 года был анонсирован сингл-альбом под названием This Man, в котором приняли участие Джонхан и Вону. Альбом был выпущен 17 июня с ведущим синглом «Last Night» и сольной песней каждого участника. Через неделю после релиза This Man было продано 787 046 копий, установив новый рекорд продаж за первую неделю для альбома подгруппы K-pop группы. Альбом достиг 3-й строчки в южнокорейском чарте альбомов Circle.

## Другая деятельность

### Посол бренда
13 октября 2016 года Seventeen были назначены моделями для американского парфюмерного бренда Clean. 9 января 2017 года DD Chicken объявила, что они выбрали Seventeen в качестве своих новых моделей на этот год. В апреле 2017 года Seventeen были выбраны в качестве новых рекламных и маркетинговых моделей для бренда униформы Elite, который объявил, что группа начнет рекламную и маркетинговую деятельность в качестве элитных моделей со второй половины года. 29 сентября, спортивный бренд Dynafit объявил, что он выбрал Seventeen в качестве моделей для представления таких продуктов, как одежда для тренировок и повседневной носки до и после тренировки. 1 декабря глобальный эко-косметический бренд the SAEM объявил, что Seventeen станет его новой рекламной моделью для продвижения таких продуктов, как серия средств для ухода за кожей Urban Eco.
31 августа 2018 года Seventeen были выбраны в качестве новых рекламных моделей для бренда уличного стиля жизни Lafuma. 1 ноября Seventeen были выбраны в качестве рекламных моделей для куриной франшизы Nene Chicken вместе с коллегами по лейблу NU'EST W. 7 февраля 2019 года Seventeen были выбраны в качестве рекламных моделей для AO+ colored lenses, компания представила специальные цветные линзы для каждого участника. 23 сентября Seventeen были выбраны почетными послами Korea Brand & Content Expo 2019 в Дубае. 5 декабря, группа была назначена послами зимнего фестиваля COEX.
6 сентября 2021 года было объявлено, что Seventeen будет сотрудничать с Cigna, чтобы помочь людям достичь своих целей с помощью платформы персонального велнес-тренера TUNE H, которая предоставляет молодому поколению услуги по физическим упражнениям, питанию, сну и психиатрической помощи. 19 октября Lazada назвала Seventeen своим первым региональным послом счастья в преддверии ежегодного флагманского фестиваля шопинга «11.11». Группа снялась в фильме «11.11» и выступила на его виртуальном концерте 10 ноября.
В апреле 2022 года Seventeen сотрудничали с Apple, чтобы помочь поклонникам по всему миру более творчески воспринимать свою музыку. Группа запустила сессию «Today At Apple», посвященную технологической компании, и стала первым исполнителем K-pop, принявшим участие в программе remix session, посвященной открытию нового магазина Apple Store в Мендоне, Южная Корея, и выходу цифрового сингла Seventeen «Darl+ing» 15 апреля.
В мае 2024 года Seventeen была объявлена мировым послом тайского бренда напитков Mogu Mogu, назначив группу лицом своей кампании  «Sip Chew Feel».

### Благотворительность
С момента своего дебюта в 2015 году Seventeen празднуют свою годовщину, делая пожертвования на благотворительные цели. В 2017 году Seventeen приняли участие в «Письмах от ангелов» в рамках празднования 15-летия кампании по усыновлению, проводимая Корейским обществом социального обеспечения и фотографом Сейхоном Чо, повышая осведомленность о сиротах и матерях-одиночках, демонстрируя фотографии со знаменитостями в поддержку усыновления.
На свою третью годовщину Seventeen сотрудничали с журналом 1st Look, разрабатывая дизайн и продавая персонализированные футболки, сделанные участниками, жертвуя вырученные средства нуждающимся. В преддверии своей четвертой годовщины Seventeen пожертвовали деньги на кампанию ChildFund Korea, которая оказывает поддержку нуждающимся детям в предоставлении жилья под названием своего фан-клуба Carat. Мингю и Сынкван лично разработали дизайн вывески, которую они также подарили.
В свою пятую годовщину фонд Seventeen пожертвовали средства нуждающимся детям и подросткам, в частности, на поддержку образования молодежи, включая наставничество в области образования для детей из многокультурных семей, стипендии, а также культурное и художественное образование. В 2020 году Seventeen совместно с ювелирным дизайнером Франческой Амфитеатроф и её брендом Thief and Heist выпустили лимитированную серию экологичных браслетов под названием «The Tag». Браслеты были изготовлены из переработанного пластика, а часть вырученных средств была пожертвована организации Plastic Bank, чтобы помочь сохранить окружающую среду.
26 мая 2021 года Pledis Entertainment сообщили, что группа сделала пожертвование международной гуманитарной неправительственной организации Good Neighbors, чтобы помочь детям, ставшим жертвами жестокого обращения. Их пожертвования помогли профинансировать восстановление пострадавших и их психологическое лечение, а также помогли улучшить их эмоциональную стабильность и наладить повседневную жизнь дома. 26 мая 2022 года Seventeen сделали пожертвования малоимущим по всему миру в ознаменование седьмой годовщины своего дебюта. Пожертвование группы было направлено на Глобальный проект Корейской национальной комиссии ЮНЕСКО по обмену информацией в области образования, призванный помочь детям и подросткам в Африке и Азии получить образование.

#### Кампания «Going Together» и посол доброй воли
В 2022 году Seventeen запустила глобальную кампанию для Корейской национальной комиссии ЮНЕСКО в поддержку устойчивого «будущего образования». 2 августа Национальная комиссия Кореи по делам ЮНЕСКО объявила о подписании делового соглашения с Pledis Entertainment об укреплении сотрудничества в области образования, включая проведение глобальной кампании «Going Together», направленной на поощрение участия и интереса молодежи. В рамках кампании Seventeen будет пропагандировать важность образования и поощрять молодежь к участию в различных образовательных мероприятиях, чтобы донести идею «Давайте двигаться вперед вместе» во имя будущего устойчивого образования. Группа расширила кампанию, пожертвовав часть прибыли от своего третьего мирового тура Be the Sun, в дополнение к пожертвованиям на седьмую годовщину своего дебюта.
В рамках празднования Международного дня образования, 24 января 2023 года, Корейская национальная комиссия по делам ЮНЕСКО представила новый шрифт, вдохновленный талисманом Seventeen, Бонгбонги, для кампании пожертвований, которая продлится с 24 января по 28 февраля. Шрифт стал доступен для скачивания после минимального пожертвования в размере $1.50 в ЮНЕСКО, «отражает то, что 6-летний Бонгбонги только что выучил буквы [и] символизирует важность грамотности и радость обучения».14 ноября Seventeen отправились в штаб-квартиру ЮНЕСКО во Франции и выступил с речью и представлением. Они стали первой K-pop группой, которой была отведена целая сессия на мероприятии общего уровня ЮНЕСКО.
В апреле 2024 года Seventeen в сотрудничестве с Корейской национальной комиссией по делам ЮНЕСКО создали два общественных учебных центра в Восточном Тиморе, чтобы обеспечить образование для учащихся из числа маргиналов. 26 июня Seventeen были официально назначены первым в истории послом доброй воли ЮНЕСКО по делам молодежи. Приняв предложение, группа объявила, что внесет 1 миллион долларов в совместную с ЮНЕСКО Глобальную программу молодежных грантов для следующего этапа кампании «Going Together».

## Дискография
| Корейские альбомы Студийные альбомы Love & Letter (2016) Teen, Age (2017) An Ode (2019) Face the Sun (2022) Мини-альбомы 17 Carat (2015) Boys Be (2015) Going Seventeen (2016) Al1 (2017) You Make My Day (2018) You Made My Dawn (2019) Heng: garæ (2020) Your Choice (2021) Attacca (2021) | Японские альбомы Мини-альбомы We Make You (2018) 24H (2020) |  |

## Фильмография

### Телевизионные-шоу
| Год  | Название                                    | Телеканал | Примечания               | Ссылка  |
| ---- | ------------------------------------------- | --------- | ------------------------ | ------- |
| 2015 | Seventeen Project: Debut Big Plan           | MBC       | 7 эпизодов               | [ 172 ] |
| 2016 | Seventeen’s One Fine Day                    | MBC       | 9 эпизодов               | [ 173 ] |
| 2017 | Seventeen’s One Fine Day in Japan           | MBC       | 8 эпизодов               | [ 174 ] |
| 2018 | SVT Club                                    | Mnet      | 8 эпизодов               | [ 175 ] |
| 2021 | Going Seventeen Treasure Island: 13 Raiders | JTBC      | 2 пре-релиздных эпизодов | [ 176 ] |
| 2021 | In the SOOP SVT ver.                        | JTBC      | 4 эпизодов               | [ 177 ] |

### Онлайн шоу
| Год       | Название                        | Телеканал        | Примечания                  | Ссылка          |
| --------- | ------------------------------- | ---------------- | --------------------------- | --------------- |
| 2012-2014 | Seventeen TV                    | Ustream          | 4 сезона, 68 эпизодов       | [ 178 ]         |
| 2015      | Hoshi and Seungkwan’s Andromeda | AfreecaTV        | 26 эпизодов                 | [ 179 ]         |
| 2017      | Going Seventeen 2017            | YouTube, V Live  | 29 эпизодов                 | [ 180 ]         |
| 2018      | Going Seventeen Spin-off        | YouTube, V Live  | 24 эпизодов                 | [ 181 ]         |
| 2019      | Going Seventeen 2019            | YouTube, V Live  | 28 эпизодов                 | [ 182 ]         |
| 2020      | Going Seventeen 2020            | YouTube, Weverse | 47 эпизодов                 | [ 183 ]         |
| 2020      | IF Seventeen                    | YouTube, Weverse | 17 эпизодов                 |                 |
| 2020      | Seventeen: Hit The Road         | YouTube, Weverse | Документальный, 15 эпизодов | [ 184 ]         |
| 2021      | Going Seventeen 2021            | YouTube, Weverse | 35 эпизодов                 | [ 183 ]         |
| 2021      | In the SOOP SVT ver.            | Weverse          | 8 эпизодов                  | [ 185 ]         |
| 2021      | smash. House                    | Smash.           |                             | [ 186 ] [ 187 ] |
| 2022      | Going Seventeen 2022            | YouTube, Weverse | TBA                         |                 |
| 2022      | smash. Fighting                 | Smash.           |                             | [ 188 ] [ 189 ] |

### Фильм
| Год  | Название                           | Роль       | Примечание             | Ссылка          |
| ---- | ---------------------------------- | ---------- | ---------------------- | --------------- |
| 2022 | Seventeen Power of Love: The Movie | Самих себя | Документальный/Концерт | [ 190 ] [ 191 ] |

## Концерты и туры

### Мировые туры
- Diamond Edge (2017)
- Ode to You (2019—2020)
- Be the Sun (2022)

### Азиатские туры
- Shining Diamonds (2016)
- Ideal Cut (2018)
- Follow (2023–2024)

### Японские туры
- Japan Arena Tour 'SVT' (2018)
- Japan Tour 'HARU' (2019)
- Japan Dome Tour (2020) (Cancelled)

### Онлайн концерты
- In-Complete (2021)
- Power of Love (2021)

## Награды и номинации
Seventeen завоевали множество наград как в Южной Корее, так и на международном уровне. 4 мая 2016 года группа одержала свою первую в истории победу на еженедельном музыкальном шоу с синглом «Pretty U» на Show Champion.
Seventeen выиграли три награды для новичков в свой дебютный год и с тех пор завоевали шесть Бонсанов (главный приз) и шесть Дэсанов (гран-при) на различных конкурсах по итогам года. Они также получили награду за лучшее танцевальное исполнение на MAMA Awards в 2017, 2018, 2022 и 2023 годах.
28 октября 2020 года Seventeen получили благодарность премьер-министра на церемонии вручения корейской премии в области популярной культуры и искусства за их вклад в развитие современной поп-культуры и искусства Южной Кореи. В сентябре 2021 года группа была удостоена премии министра культуры, спорта и туризма на  премии Newsis K-EXPO Cultural Awards 2021. Они также были номинированы на звание лучшего социального артиста на музыкальной премии Billboard Music Awards 2021.
Seventeen стали первым в истории исполнителем K-pop, представленным как на MTV Push, глобальной кампании, кураторами которой являются музыкальные команды MTV и группы талантов как в США, так и за рубежом, а также в кампании MTV «We Speak Music», в которой представлены артисты, показавшие лучшие выступления на MTV под девизом «Музыка как универсальный язык». На MTV Video Music Awards 2022 они были номинированы в категориях «Лучший новый исполнитель» и «Лучший K-Pop» и выиграли премию «Push Performance of the Year». На MTV Europe Music Awards 2022 они были номинированы в категориях «Лучший K-Pop» и «Лучший новый исполнитель». Группа вошла в историю на обоих конкурсах как первый в истории K-pop исполнитель, который был номинирован и победил в этих категориях.
9 декабря 2022 года Seventeen вместе с председателем Hybe Бан Ши Хеком получили награду Building K-cultural Bridges: Culture Ambassador Award на фестивале LA3C в Лос-Анджелесе в музее Хаммера. Группа была признана за свою роль в культурных обменах между Кореей, Азией и Соединенными Штатами. 30 декабря Seventeen получили специальную международную музыкальную награду на церемонии Japan Record Awards.